# Hutchings' Illustrated California Magazine

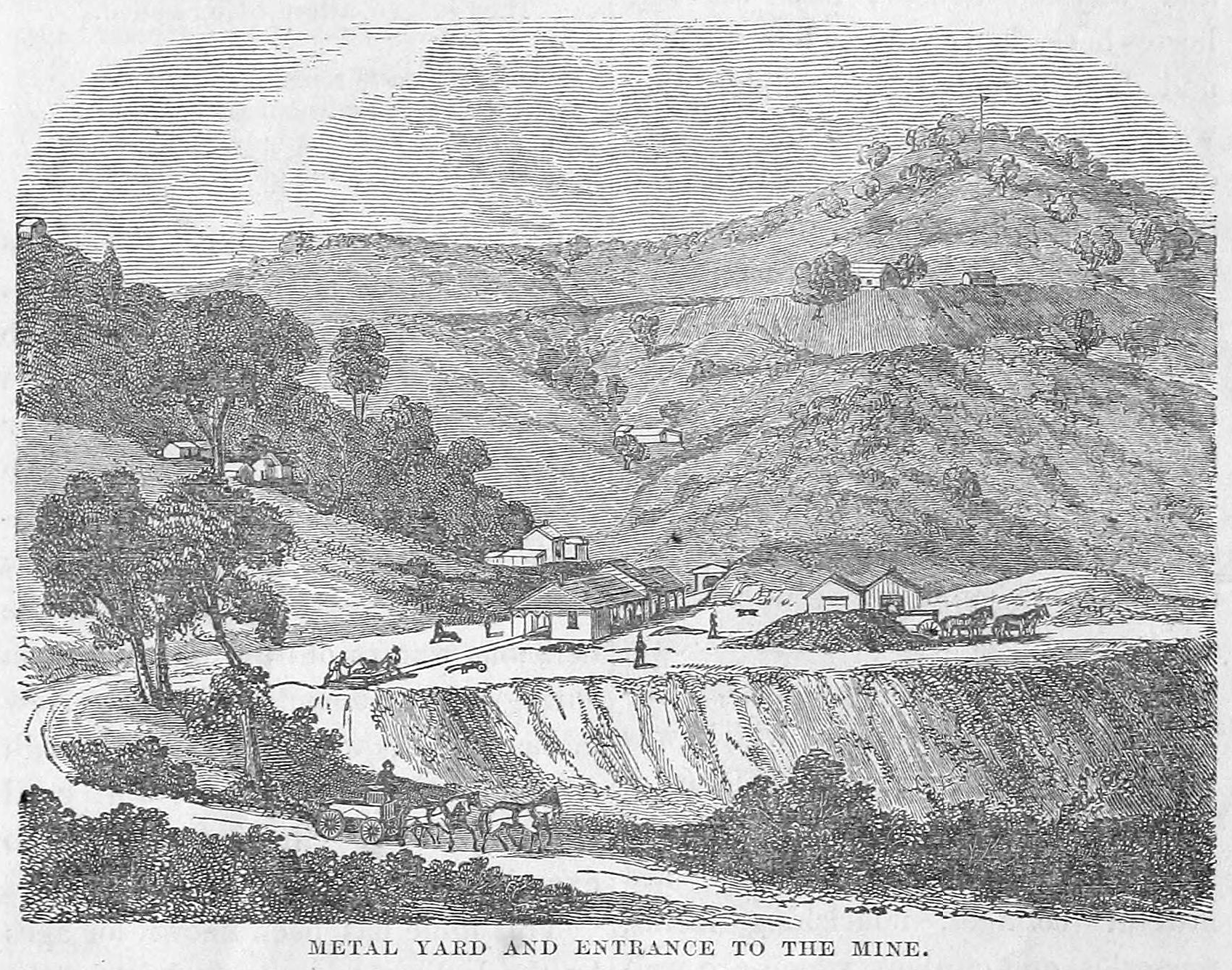
La mina de mercurio New Almaden (1856), ilustración de la portada vol. I nº III.

Hutchings' Illustrated California Magazine ('Revista Ilustrada de California de Hutchings') fue una revista publicada entre 1856 y 1861, en San Francisco, que jugó un papel importante en la popularización de California en general, y del parque nacional de Yosemite en particular.
El editor y promotor James Hutchings nació en Towcester, Inglaterra, y en 1848 llegó a los Estados Unidos junto con una vasta ola de europeos que escapaban de una vorágine de opresión económica, política y religiosa a fines de la década de 1840. Poco después de su llegada, se encontró oro en Sierra Nevada, y Hutchings decidió buscar fortuna. La suya era una historia común en la medida en que no se ganaba la vida extrayendo oro, pero lo poco que ganaba lo invertía. Además de atraer a los colonos a la costa oeste, la fiebre del oro también trajo la tecnología, en particular imprentas, y Hutchings aprendió a ganarse la vida publicando y vendiendo hojas de cartas, que eran hojas anchas impresas que se dejaban deliberadamente en blanco en la parte de atrás, de modo que podría utilizarse para escribir cartas, algo parecido a postales de gran formato. Se hicieron muy populares entre los mineros, que los usaban cuando escribían a sus amigos y familiares en el este. Además de ganarse la vida vendiendo las hojas de las cartas, mientras Hutchings viajaba por California adquirió una idea de lo que era importante en la mente popular y se le ocurrió la idea de una revista ilustrada.
La noticia de la incursión del Batallón Mariposa en un valle (que los miembros del batallón llamaron Yosemite) con el propósito de rastrear a los presuntos indios renegados fue bastante publicada, pero la noticia se centró en el enfrentamiento. Hutchings fue una de las pocas personas que notó la mención de una cascada de 1000 pies, y en 1854, cuando estaba formulando por primera vez la idea de su revista ilustrada, decidió que un viaje a ese valle podría generar historias interesantes en el número inaugural de la revista. A fines de la primavera de 1855, contrató a artistas para que se unieran a él, y cuando el grupo llegó a las colinas contrató a dos hombres Mi-Wuk como guías. Cuando la fiesta llegó alrededor de Inspiration Point, se detuvieron el tiempo suficiente para que Thomas Ayres obtuviera un boceto detallado, que se publicó como póster litográfico ese otoño, la primera imagen publicada del Valle de Yosemite. En junio de 1856, el relato completo se publicó en el Volumen I de la revista e incluía cinco dibujos de Ayres.
La revista se publicó mensualmente desde julio de 1856 hasta junio de 1861, cinco volúmenes en total. Aunque Yosemite era prominente, era una revista de interés general que se enfocaba en las incipientes atracciones turísticas de California. Cada número contenía narrativas de viajes, que iban desde simples excursiones de un día fuera de San Francisco hasta arduas caminatas a través de la Sierra. Se intercalaron artículos más extensos con piezas más breves y ligeras, como poesía y tablas de hechos interesantes. La revista popularizó una serie de historias legendarias conocidas de Occidente, como el Pony Express, Grizzly Adams y Snowshoe Thompson. La historia del nombramiento de Yosemite se publicó por primera vez en la revista en un artículo de Lafayette Bunnell.